# Andrés Rodríguez Pedotti
Andrés Rodríguez Pedotti (San Salvador, 19 giugno 1923 – New York, 21 aprile 1997) è stato un politico e generale paraguaiano.

## Biografia
Nato a Borja, allora località del distretto di San Salvador (Dipartimento di Guairá) nel 1923, Andrés Rodríguez Pedotti è stato Presidente del Paraguay dal 3 febbraio 1989 al 15 agosto 1993, dopo aver rovesciato Alfredo Stroessner in un colpo di stato, nonostante i due facesso entrambi parte del Partito Colorado, di ispirazione anticomunista. Stroessner fuggì in esilio pochi giorni dopo, rifugiandosi infine in Brasile.